# Clifton (Sudafrica)
Clifton è un esclusivo sobborgo residenziale della città sudafricana di Città del Capo, nella provincia del Capo Occidentale. Le sue lussuose proprietà immobiliari annidate in cima alle scogliere con viste mozzafiato sull'oceano Atlantico rendono quello di Clifton il più caro mercato immobliare di tutto il Sudafrica.